# Paulo Cabral de Araújo
Paulo Cabral de Araújo (Guaiúba, 23 de agosto de 1922 — Brasília, 20 de setembro de 2009) foi um jornalista brasileiro, presidente dos Diários Associados durante 22 anos

## Biografia

### Carreira no jornalismo
Começou no jornalismo aos 12 anos, quando dirigiu seu primeiro jornal, o Central Infantil de Cultura, de Fortaleza.
Aos 16 anos iniciou de forma profissional, ao passar em concurso público da Ceará Rádio Clube.
Ao sair da empresa cearense, passou para o conglomerado de comunicação dos Diários Associados. Durante 22 anos assumiu o comando brasilense criada por Assis Chateaubriand, que é responsável pela administração dos jornais Correio Braziliense e o Estado de Minas, e da extinta Rede Tupi de Televisão.
Nos anos 90 assumiu a presidência da Associação Nacional dos Jornais, cargo que exerceu durante sete anos. Em 2008 foi conselheiro editorial do jornal O Povo, do Ceará.
Faleceu aos 87 anos, vítima de leucemia.

### Carreira política
Em 1951, se tornou prefeito de Fortaleza sem partido. No período militar foi secretário do Ministério da Justiça durante o governo Ernesto Geisel (1974-1979).

## Instituto Paulo Cabral
O Instituto Paulo Cabral foi fundado em 2016 buscando promover a cidadania por meio do acesso à informação de qualidade.
Sua atuação se dá em quatro diferentes frentes: mídias e novas mídias; educação e cultura; saúde e assistência social; e política e social. 
Entre os projetos realizados e apoiados pelo Instituto estão uma campanha de informação responsável nas redes sociais, a criação de um prêmio de jornalismo, a comunidade virtual de saúde EuSaúde e a produção de uma biografia sobre Paulo Cabral.